# Nyilas Mihály
Nyilas Mihály (Solymos, Heves megye, 1828. szeptember 8. – Kenderes, 1889. október 27.) római katolikus plébános.

## Életútja
Egerben képezte magát a papságra éppen akkor, amikor az 1848-as események felvillanyozták az ifjúságot. Odahagyva tehát a szemináriumot, ő is a magyar táborba ment társaival és harcolt a honvédek soraiban. A szabadságharc leveretése után, 1849 augusztusában visszatért a papnevelőbe. 1854-ben misés pappá szentelték. 1863-tól Jászberényben volt káplán, majd 1870-ben Kenderesen (Jász-Nagy-Kun-Szolnok megye) plébános lett; itt hunyt el 1889-ben.

## Munkája
- Oktató ima- és énekkönyv a ker. kath. nép ájtatos használatára. Pest, 1863.